# Summerlea Golf & Country Club
De Summerlea Golf & Country Club is een golfclub en een countryclub in Canada. De club werd opgericht in 1922 en bevindt zich in Vaudreuil-Dorion, Quebec. De club beschikt over een 36-holes golfbaan, waarvan twee 18 holesbanen.

## Geschiedenis
Het begon in begin 1920 waarbij de club oorspronkelijk gevestigd was in Lachine en was een van de oudste golfclub in Canada. Een groep golfers speelde op een 9 holesbaan en richtten zelf een golfclub op. In 1921 werd het land Canada getroffen door een economische crisis en kocht de club een stuk grond op voor een bedrag van $ 93.000. Het landgoed bevond zich 14,5 km (9 miles) van Montreal en ten noorden van de trainsporen van het station "Dixie", dat ooit een stad, "Summerlea", genoemd was.
De club besloot de Schotse golfer Willie Park jr., die als golfer twee keer het Brits Open won, in te huren om een golfbaan te ontwerpen. In 1921 begon de werkzaamheden en twee jaar later werden de werken voltooid. Tussendoor werd de club vernoemd tot de "Summerlea Golf Club", in begin 1922. Op 1 juni 1923 opende de club een 27 holesbaan, waarvan een 9-holes en een 18 holesbaan.
In 1935 ontving de club het Canadees Open en golfer Gene Kunes won die toernooi. Op 13 september 1949 werd het clubhuis vernield door een brand, maar de club besloot om een nieuw clubhuis te bouwen.
In 1960 besloot de voorzitter van de golfclub de 27-holes golfbaan grondig te renoveren en uitbreiden tot een 36 holesbaan (twee 18 holesbanen). Beide banen werden ontworpen door Geoffrey Cornish. De eerste 18 holesbaan, de "Dorion", heeft een lengte van 6259 m met een par van 72 en de tweede 18-holes-baan, de "Cascades", heeft een lengte van 6405 m met een par van 72. Beide banen werden officieel geopend in 1961.

## Golftoernooien
De club ontving meerdere golftoernooien:
18 holesbaan (geopend in 1922)
- PGA Championship of Canada: 1926 & 1950
- Canada Amateur Championship: 1928
- Canadees Open: 1935
- Labatt Open: 1953 & 1955

18 holesbanen ("Cascades" & "Dorion"; geopend in 1961)
- Canada Amateur Championship: 1966
- LPGA Peter Jackson Classic: 1981
- LPGA Bank of Montreal Classic: 2002